# ティーパワーズ
ティーパワーズ株式会社（英語表記：T-POWERS）は、東京都品川区に本社を置くAVプロダクション。

## 概要
2001年12月に設立された、国内最大手のAVプロダクション。札幌、仙台、大阪、福岡に支社を持つ。
Japan production guild（日本プロダクション協会）加盟プロダクション。
380名近いAVタレントが在籍。所属AVタレントの合計SNSフォロー数は1500万近く、通常のAV業務に以外に、インフルエンサー業務と両立して事業を拡大している。
この他に、コンテンツの企画・制作、メーカーの下請けとしての映像制作・編集作業も行っている。
また、上記の事務所の業務内容等について取り上げた『ロンドンハーツ』（テレビ朝日系）のTELASA限定オリジナル企画「事務所ツアーズ特別編 セクシー女優プロダクションに潜入」が2021年12月21日の地上波放送終了後から配信された。

## 所属モデル
- AV活動終了者も含む。

あ行
- AIKA
- 愛川すず
- 蒼乃美月
- 晶エリー
- 朝比奈ななせ
- あさみん
- 明日葉みつは
- 足立める
- 天海つばさ
- 天宮花南
- 雨宮ひびき
- 有岡みう
- 有栖かなう
- 安藤もあ
- 池田あやみ
- 池田マリナ
- 泉ももか
- 市川まさみ
- 一宮希帆
- 今井栞菜
- 羽咲みはる
- 羽佐美めい
- 碓井せりな
- 大浦真奈美
- 大槻ひびき
- 推川ゆうり
- 織田真子

か行
- かすみりさ
- 加藤あゆ香
- 加藤妃乃
- 佳苗るか
- 鹿野あも
- 神菜美まい
- 河合あすな
- 菊乃らん
- 君島みお
- 九野ひなの
- 倉木華
- 胡桃さくら
- 黒咲華
- 五条恋
- 小鈴みかん
- 兒玉七海
- 児玉るみ
- 小春
- 小日向みゆう[3]
- 小湊よつ葉
- 小山葵
- 琥珀うた[注 2][4]

さ行
- 斎木香住
- 斉藤帆夏
- 佐伯じゅりな
- 桜乃りの
- 桜空もも
- 里美ゆりあ
- 佐山愛
- 四之宮もも
- 島津かおる
- 涼花
- 鈴の家りん
- 涼森れむ
- 鷲見すみれ
- 皇ゆず

た行
- 瀧本雫葉
- 橘ひなの
- 谷あづさ
- 月野江すい
- 辻井ほのか
- 辻本りょう
- 椿りょう
- 紬りお
- 都崎あやめ

な行
- 長浜みつり
- 仲村みう
- 夏芽さき
- 夏目彩春
- 七嶋舞
- 七瀬ゆあ
- 七ツ森りり
- 成瀬心美
- 成実まあり
- 虹村ゆみ
- 乃木絢愛
- 野々浦暖

は行
- 波多野結衣
- 初川みなみ
- 花柳杏奈
- 早坂ひめ
- 早瀬ありす
- 早田菜々子
- 羽月乃蒼
- ひなたなつ
- 広井そら
- 藤川乃風
- 藤咲まい
- 星あんず
- 星宮菜奈
- 瑶真由香

ま行
- 真野ゆりあ
- 美織あん
- 水谷心音
- 三葉やよい
- 皆野あい
- MINAMO
- 宮下華奈
- 宮澤めぐ
- 宮島めい
- 宮野ゆかな
- めぐり[注 3]
- 森沢かな
- 桃咲ノア

や行
- 八掛うみ
- 雪美えみる
- 雪平美桜
- 柚木ひなた
- 楪カレン
- 夕月ゆる
- 結月りあ
- 依本しおり

ら行
- ローレン花恋

### 過去の所属者

#### あ行
- あいださくら
- 愛音まりあ
- 葵ななせ
- 青木莉子
- 青空小夏
- あかぎ碧
- 朝倉ここな
- 朝田ひまり
- 朝日奈あかり
- 安土結
- 雨宮琴音
- 荒木ありさ
- 荒木レナ
- 杏樹紗奈
- アンナ
- 石川祐奈
- 石川鈴華
- 一ノ瀬アメリ
- 凰かなめ
- 沖ひとみ
- 小澤マリア
- 小野琴弓

#### か行
- 楓はるか
- 華嶋れい菜
- 香椎りあ
- 和希レナ
- 香澄りこ
- 加藤あやの
- 加藤ももか
- 加藤結衣
- 奏音かのん
- 神咲詩織
- 川愛加奈
- 北川結衣
- 桐嶋りの
- 久留木玲
- 古川いおり
- 心菜りお
- 小滝みい菜
- 小谷みのり
- 琴音華
- 小西ひかる
- 小西悠
- 小橋咲

#### さ行
- 斎藤あみり
- 酒井ももか
- 坂道みる
- 桜ここみ
- 桜井あゆ
- 紗東みお
- 椎名のあ
- 篠田ゆう
- 汐世
- 白石あこ
- 白川ゆず
- 白浜のぞみ
- 白城リサ
- 白咲舞
- 鈴房ありさ
- 瀬咲るな
- 瀬戸ひなた
- 瀬名あゆむ
- 瀬乃みなみ
- 園原みか
- 園原りか

#### た行
- 立花さや
- 立花美涼
- 月丘雅
- 月城ルネ

#### な行
- 中尾芽衣子
- 長月ラム
- 成沢きさき
- 西宮このみ
- 二宮ひかり
- 夏希まろん
- 新山沙弥
- 二宮ナナ

#### は行
- 葉月七瀬
- 初音みのり
- 初美りん
- 春野みく
- 春宮すず
- ひなたまりん
- 姫野愛
- 藤井彩
- 藤北彩香
- 藤波さとり
- 藤本リーナ
- 冬月かえで
- 宝月ひかる
- 保坂えり
- 星崎アンリ
- 星美りか
- 堀口奈津美
- 本城小百合

#### ま行
- Maika
- 舞原聖
- 前嶋美歩
- 前田かおり
- 槙いずな
- 真白真緒
- 松下紗栄子
- 松下ひかり
- 松本メイ
- 愛花みちる
- 真矢みつき
- 黛ユイ
- 美咲あや
- 岬ななみ
- 岬リサ
- 水城奈緒
- 水樹りさ
- 水森れん
- みづき伊織
- 湊莉久
- 南乃そら
- 百仁花
- 桃瀬ゆきな

#### や行
- 矢沢るい
- 矢吹怜子
- 山井すず
- 山川青空
- 結城のの[注 4]
- 結城凛
- ゆめみてうた

#### ら行
- Rio
- RION
- リリー・ハート
- Ray

## その他

### YouTuber活動
2017年12月21日から、所属タレントによるYouTubeチャンネル『東京パロパロ』を開設。Googleの審査により広告収入が得られなかったことを受け、2018年11月28日より凰かなめの『かなめちゃんねる』アカウントを『東京パロパロNEXT』として転用。再スタートを切っている。主要出演者は市川まさみ、古川いおり、湊莉久、初美りん、大槻ひびき、神咲詩織。
※2019年11月15日を最後に更新が途絶えている。